# Вечкидеево
 Вечкидеево  — деревня в составе Теньгушевского сельского поселения Теньгушевского района Республики Мордовия.

## География
Находится на расстоянии примерно 1 километр по прямой на северо-восток от районного центра села Теньгушево.

## История
Известна с XIX века, когда она была деревней Темниковского уезда Тамбовской губернии. В начале XX века около 600 жителей. Была Николаевская каменная церковь.

## Население
Постоянное население составляло 199 человека (русские 96%) в 2002 году, 171 в 2010 году .